# Ado (ca sĩ)
Ado (アド, sinh ngày 24 tháng 10 năm 2002) là một utaite và ca sĩ người Nhật Bản. Cô hiện đang trực thuộc công ty quản lý nghệ sĩ Cloud Nine.

## Sự nghiệp

### Hoạt động với tư cách utaite đến khi ra mắt chính thức
Ado bắt đầu nghe các bài hát VOCALOID trên máy tính của cha khi cô học năm nhất tiểu học.
Năm 2014, Ado hứng thú với âm nhạc sau khi cô biết tới trang web chia sẻ video Niconico trên Nintendo 3DS. Cô bắt đầu xem video trên Nintendo 3DS, và bị ấn tượng bởi những Utaite trên Niconico, những người đã hát mà không cần lộ mặt 
J nVào năm 2017, Ado bắt đầu hát với tư cách là utaite trên Niconico, sau khi tải lên video cover "Kimi no taion" vào ngày 10/1/2017. Trong 1 buổi phỏng vấn trên kênh Nippon TV, cô nói rằng trong thời gian là 1 ca sĩ utaite, cô đã phải che tủ quần áo của mình bằng vật liệu cách âm mà cô mua trên mạng và ghi âm trong đó.
Năm 2019, cô góp mặt trong Single "Kinmokusei" của Kujira, được phát hành vào ngày 23/12/2019. Vài tháng sau, cô góp mặt với tư cách ca sĩ trong Single "Shikabanēze" của jon-YAKITORY, phát hành vào ngày 29/3/2020.
Tháng 5/2020, Ado tham gia vào album tổng hợp PALETTE4 của Pony Canyon. Cô đã phát hành hai bài hát, "Call boy" của syudou và "Taema naku ai-iro" của Shishi Shishi dưới dạng đĩa kỹ thuật số.

### Sau khi debut chính thức

#### Năm 2020
Ngày 15/10/2020, Ado thông báo rằng cô sẽ ra mắt công chúng với Universal Music Japan. Vào ngày 23/10/2020 - một ngày trước ngày sinh nhật thứ 18 của cô, cô đã phát hành bản Single "Usseewa" được viết bởi syudou.  MV " Usseewa ", được phát hành trên kênh YouTube của riêng cô, đã đạt 5 triệu lượt xem vào ngày 14 tháng 11. Vào ngày 10 tháng 12 năm 2020, "Usseewa" đứng vị trí số 1 trên Spotify Viral 50 Nhật Bản.
Ngày 24 tháng 12, Cô phát hành bản Single thứ 2 "Readymade" được viết bởi Surii, dưới dạng bản Đĩa kỹ thuật số.

#### Năm 2021
Ngày 22 tháng 1 một cuộc phỏng vấn qua điện thoại đã được phát sóng trên "Music Station" của TV Asahi, lần đầu tiên cô xuất hiện trên TV. Đến ngày 23 tháng 1, "Usseewa" đã đạt 40 triệu lượt xem trên YouTube.
Ngày 3 tháng 2, " Usseewa" cũng đã leo lên vị trí số 1 trên cả Oricon Digital Singles Chart và Oricon Streaming Chart.
Ngày 14 tháng 2, cô đã phát hành bản Single thứ 3 "Gira Gira", được viết bởi VocaloidP teniwoha, dưới dạng bản phát hành kỹ thuật số. Bốn ngày sau vào ngày 18 tháng 2, số người đăng ký kênh YouTube của cô đã vượt mốc 1 triệu.
Ngày 15 tháng 3, "Usseewa" đã leo lên vị trí số một trên bảng xếp hạng Billboard Japan Hot 100, và chỉ 5 ngày sau, MV trên YouTube đã đạt được 100 triệu lượt xem sau 148 ngày.
Ngày 29 tháng 3, "Usseewa" đạt 100 triệu lượt nghe trên bảng xếp hạng Billboard JAPAN "Streaming Songs" sau 17 tuần kể từ khi lọt vào bảng xếp hạng, nhanh thứ sáu trong lịch sử và là ca sĩ trẻ nhất đối với một ca sĩ solo.
Ngày 18 tháng 4, cô đã xuất hiện trong một cuộc phỏng vấn với Hayashi Osamu trên MBS TV (TBS series) "Nichiyoubi no Hatsumimi-gaku" mà không lộ mặt.
Vào ngày 27 tháng 4, single thứ 4 "Odo" được phát hành. Lời bài hát được viết bởi VocaloidP Deco*27, phần sáng tác và sắp xếp được thực hiện bởi Giga và TeddyLoid được sử dụng bởi NHK's Show về các nhà sản xuất Vocaloid..
Vào ngày 11 tháng 6, cô được chọn là Nữ nghệ sĩ Nhật Bản thứ hai cho "YouTube's Artist on the Rise".
Ngày 14 tháng 6, cô phát hành bản Single thứ 5 "Yoru no Pierrot" do VocaloidP biz sáng tác.
Ngày 19 tháng 6, cô tham gia hát trong quảng cáo mới của Tama Home "Happy Song Ado-hen"
Ngày 31 tháng 7, TeddyLoid đã phối lại "Yoru no Pierrot" đã phát hành vào ngày 14 tháng 6 và phát hành "Yoru no Pierrot (TeddyLoid Remix)"
Ngày 12 tháng 8, single thứ 6 "Aitakute" được phát hành. Mewhan và MikitoP phụ trách phần sáng tác.
Trên bảng xếp hạng Billboard JAPAN phát hành vào ngày 25 tháng 8, "Odo" là bài hát thứ hai vượt quá 100 triệu lượt streaming của Ado và trên cùng bảng xếp hạng phát hành vào ngày 22 tháng 9 "Gira Gira" là bài hát thứ ba vượt mốc 100 triệu lượt streaming.
Ngày 28 tháng 10, single thứ 7 "Ashura-chan" được phát hành. VocaloidP Neru phụ trách phần sáng tác.
Ngày 1 tháng 12, bài hát "Usseewa" lọt vào top 10 "New Words and Popular Words Awards" của năm.
Ngày 11 tháng 12, Ado đã giành được đề cử "Best New Asian Artist Japan" tại lễ trao giải Mnet "MAMA".
Ngày 30 tháng 12, để kỷ niệm Giải Đặc Biệt tại "Japan Record Awards lần thứ 63" một MV liên khúc được phát sóng trong chương trình bằng cách thu âm mới ba bài hát "Odo", "Gira Gira" và "Usseewa".

#### Năm 2022
Ngày 26 tháng 1, album đầu tiên "Kyogen" được phát hành.
Ngày 4 tháng 4, One-man live đầu tiên "Kigeki" đã được tổ chức tại Zepp DiverCity (Tokyo).
Ngày 6 tháng 4, nhân vật hợp tác "Adorosa" với Sanrio được sinh ra từ Phòng thí nghiệm SANRIOLABO ~ Sanrio ~
Ngày 10 tháng 8, Album "Uta no Uta ONE PIECE FILM RED" sẽ được phát hành.
Ngày 11 tháng 8, Buổi Live thứ hai "Campanella" tổ chức tại Saitama Super Arena (Tỉnh Saitama).
Vào tháng 10, Ado ký hợp đồng với Geffen Records để phát hành âm nhạc tại Hoa Kỳ bên cạnh hợp đồng ghi âm hiện tại của cô với Virgin Music.
Từ tháng 12 đến tháng 1 năm sau, 1st Live Tour "Shinkiro" sẽ tổ chức 10 buổi biểu diễn tại 6 địa điểm.

#### Năm 2023
Từ tháng 6 đến tháng 9, Ado đã tổ chức chuyến lưu diễn toàn quốc lần thứ hai có tên "Mars" với 14 buổi biểu diễn tại mười một địa điểm khác nhau trên khắp Nhật Bản.
Vào ngày 3 tháng 8, Ado đã tham gia vào bản phát hành tiếng Nhật của bài hát "Unforgiven" do Le Sserafim và Nile Rodgers thể hiện. Bài hát của cô, "Kura Kura" (クラクラ lit. "Chóng mặt"), đã được sử dụng làm nhạc mở đầu cho mùa thứ hai của bộ anime Spy × Family.
Ado đã công bố chuyến lưu diễn thế giới đầu tiên của mình có tên "Wish" vào ngày sinh nhật lần thứ 21 của cô vào tháng 10 năm 2023. Chuyến lưu diễn được tổ chức từ tháng 2 đến tháng 4 năm 2024. Cô cũng dự kiến sẽ tổ chức một buổi biểu diễn solo tại Sân vận động Quốc gia Nhật Bản vào tháng 4 năm 2024, trở thành nữ nghệ sĩ solo đầu tiên làm điều này.

#### Năm 2024
Vào ngày 20 tháng 4 năm 2024, Ado đã công bố album phòng thu thứ hai của mình, Zanmu. Album này hiện được dự kiến phát hành vào ngày 10 tháng 7 năm 2024.

## Các bài hát

### Đĩa đơn và bài hát.
| Ngày phát hành            | Tên bài hát                         | Vị trí cao nhất Billboard Japan | Vị trí cao nhất Billboard Japan | Vị trí cao nhất Billboard Japan | Chứng nhận RIAJ | Chứng nhận RIAJ | Album                         |
| Ngày phát hành            | Tên bài hát                         | Hot 100                         | Download                        | Streaming                       | Download        | Streaming       | Album                         |
| ------------------------- | ----------------------------------- | ------------------------------- | ------------------------------- | ------------------------------- | --------------- | --------------- | ----------------------------- |
| Ngày 23 tháng 10 năm 2020 | "Usseewa"                           | 1                               | 1                               | 2                               | Platin          | Platin          | Kyogen                        |
| Ngày 24 tháng 12 năm 2020 | "Readymade"                         | 65                              | 26                              | 92                              | -               | Silver          | Kyogen                        |
| Ngày 5 tháng 2 năm 2021   | "Usseewa (Giga Remix)"              | N/A                             | N/A                             | N/A                             | N/A             | N/A             | N/A                           |
| Ngày 14 tháng 2 năm 2021  | "Gira Gira"                         | 12                              | 6                               | 18                              | Gold            | Gold            | Kyogen                        |
| Ngày 27 tháng 4 năm 2021  | "Odo"                               | 4                               | 2                               | 7                               | Gold            | Platin          | Kyogen                        |
| Ngày 14 tháng 6 năm 2021  | "Yoru no Pierrot"                   | 13                              | 2                               | 41                              | -               | -               | Kyogen                        |
| Ngày 29 tháng 7 năm 2021  | "Yoru no Pierrot (TeddyLoid Remix)" | N/A                             | N/A                             | N/A                             | N/A             | N/A             | N/A                           |
| Ngày 12 tháng 8 năm 2021  | "Aitakute"                          | 27                              | 3                               | 63                              | -               | -               | Kyogen                        |
| Ngày 30 tháng 8 năm 2021  | "Odo (Bon-Odo Remix)"               | N/A                             | N/A                             | N/A                             | N/A             | N/A             | N/A                           |
| Ngày 30 tháng 9 năm 2021  | "Aitakute" (Piano & Strings Vers.)" | N/A                             | N/A                             | N/A                             | N/A             | N/A             | N/A                           |
| Ngày 28 tháng 10 năm 2021 | "Ashura-chan"                       | 5                               | 2                               | 17                              | Gold            | Gold            | Kyogen                        |
| Ngày 17 tháng 1 năm 2022  | "Kokoro To Iu Na No Fukakai"        | 11                              | 4                               | 25                              | -               | -               | Kyogen                        |
| Ngày 26 tháng 1 năm 2022  | "Hanabi"                            | -                               | -                               | -                               | -               | -               | Kyogen                        |
| Ngày 14 tháng 3 năm 2022  | "Eien No Akuruhi"                   | 35                              | 4                               | -                               | -               | -               |                               |
| Ngày 26 tháng 3 năm 2022  | "Domestic de Violence"              | N/A                             | N/A                             | N/A                             | -               | -               | Kyogen                        |
| Ngày 8 tháng 5 năm 2022   | "Motherland"                        | N/A                             | N/A                             | N/A                             | -               | -               | Kyogen                        |
| Ngày 8 tháng 5 năm 2022   | "Lucky Bruto"                       | N/A                             | N/A                             | N/A                             | -               | -               | Kyogen                        |
| Ngày 15 tháng 6 năm 2022  | "Shin Jidai"                        | 1                               | 1                               | 1                               | -               | -               | Uta no Uta ONE PIECE FLIM RED |
| Ngày 22 tháng 6 năm 2022  | "Watashi no Saikyou"                | 3                               | 4                               | 3                               | -               | -               | Uta no Uta ONE PIECE FLIM RED |
| Ngày 6 tháng 7 năm 2022   | "Gyakkou"                           | 2                               | 2                               | 2                               | -               | -               | Uta no Uta ONE PIECE FLIM RED |
| Ngày 6 tháng 8 năm 2022   | "Fleeting Lullaby"                  | 5                               | 18                              | 4                               | -               | -               | Uta no Uta ONE PIECE FLIM RED |
| Ngày 10 tháng 8 năm 2022  | "The World's Continuation"          | 12                              | 13                              | 10                              | -               | -               | Uta no Uta ONE PIECE FLIM RED |
| Ngày 17 tháng 8 năm 2022  | "Tot Musica"                        | 6                               | 7                               | 5                               | -               | -               | Uta no Uta ONE PIECE FLIM RED |
| Ngày 24 tháng 8 năm 2022  | "Where the Wind Blows"              | 10                              | 2                               | 9                               | -               | -               | Uta no Uta ONE PIECE FLIM RED |
| Ngày 19 tháng 9 năm 2022  | "Rebellion"                         | 20                              | -                               | -                               | -               | -               | Zanmu                         |
| Ngày 10 tháng 10 năm 2022 | "missing"                           | 25                              | -                               | -                               | -               | -               | Zanmu                         |
| Ngày 20 tháng 2 năm 2023  | "I'm a Controversy"                 | 27                              | -                               | -                               | -               | -               | Zanmu                         |
| Ngày 9 tháng 5 năm 2023   | "Ibara"                             | 38                              | -                               | -                               | -               | -               | Zanmu                         |
| Ngày 11 tháng 7 năm 2023  | "Himawari"                          | 19                              | -                               | -                               | -               | -               | Zanmu                         |
| Ngày 6 tháng 9 năm 2023   | "Show"                              | 1                               | 1                               | 1                               | Gold            | Platin          | Zanmu                         |
| Ngày 28 tháng 9 năm 2023  | "Dignity"                           | 34                              | -                               | -                               | -               | -               | Zanmu                         |
| Ngày 7 tháng 10 năm 2023  | "Kura Kura"                         | 9                               | -                               | -                               | -               | Gold            | Zanmu                         |
| Ngày 11 tháng 11 năm 2023 | "All Night Radio"                   | 99                              | -                               | -                               | -               | -               | Zanmu                         |
| Ngày 15 tháng 11 năm 2023 | "Unravel"                           | 50                              | -                               | -                               | -               | -               | Ado's Utattemita Album        |
| Ngày 12 tháng 12 năm 2023 | "Dawn and Fireflies"                | -                               | -                               | -                               | -               | -               | Ado's Utattemita Album        |
| Ngày 31 tháng 1 năm 2024  | "Chocolat Cadabra"                  | 31                              | -                               | -                               | -               | -               | Zanmu                         |
| Ngày 23 tháng 2 năm 2024  | "Value"                             | 45                              | -                               | -                               | -               | -               | Zanmu                         |

### Albums
| Tên                             | Chi tiết | Số bài hát | Vị trí cao nhất | Vị trí cao nhất | Vị trí cao nhất | Sales                                  |
| Tên                             | Chi tiết | Số bài hát | JPN Oricon      | JPN Hot         | TWN East Asian  | Sales                                  |
| ------------------------------- | --- | ---------- | --------------- | --------------- | --------------- | -------------------------------------- |
| "Kyogen"                        | - Ngày phát hành: 26 tháng 1 năm 2022 - Hãng: Virgin Music - Định dạng: CD, CD+DVD, digital download, streaming | 14         | 1               | 1               | 3               | - JPN (CD): 142,000 - JPN (DL): 15,000 |
| "Uta no Uta ONE PIECE FILM RED" | - Ngày phát hành: 10 tháng 8 năm 2022 - Hãng: Virgin Music - Định dạng: CD, CD+DVD, digital download, streaming | 8          | 2               | 1               |                 | - JPN (CD): 108,416 - JPN (DL): N/A    |
| "Ado's Utattemita Album"        | - Ngày phát hành: 13 tháng 12 năm 2023 - Hãng: Virgin Music - Định dạng: CD, digital download, streaming        | 10         | 2               | 1               |                 | - JPN (CD): 70,300 - JPN (DL): N/A     |
| "Zanmu"                         | - Ngày dự kiến phát hành: 10 tháng 7 năm 2024 - Hãng: Virgin Music - Định dạng: CD, digital download, streaming | TBA        | TBA             | TBA             | TBA             |                                        |

### Các bài hát tham gia
| Ngày phát hành            | Nghệ sĩ         | Tên                              | Ghi chú |
| ------------------------- | --------------- | -------------------------------- | ------- |
| Ngày 12 tháng 12 năm 2019 | Kujira          | "Kinmokusei feat. Ado"           | [ 48 ]  |
| Ngày 29 tháng 3 năm 2020  | jon-YAKITORY    | "Shikabanēze feat. Ado"          | [ 49 ]  |
| Ngày 11 tháng 5 năm 2020  | Toiki           | "ANEMONE (feat. Ado)"            |         |
| Ngày 30 tháng 6 năm 2020  | Nagumo Yūki     | "Stick Candy (feat. Ado)"        |         |
| Ngày 14 tháng 8 năm 2020  | biz             | "Tokyo cannibalism biz feat Ado" |         |
| Ngày 28 tháng 8 năm 2020  | jon-YAKITORY    | "eat feat.Ado"                   |         |
| Ngày 11 thang 9 năm 2020  | biz             | "Freud meta biz feat. Ado"       |         |
| Ngày 21 tháng 9 năm 2020  | Linmu           | "Oshare banchō (feat. Ado)"      |         |
| Ngày 23 tháng 9 năm 2020  | Nakimushi☔︎     | "Shake It Now. (feat. Ado)"      |         |
| Ngày 11 tháng 12 năm 2020 | jon-YAKITORY    | "Faking of Comedy feat.Ado"      |         |
| Ngày 12 tháng 12 năm 2020 | Hīragi Kirai    | "Love Ka? (feat. Ado)"           |         |
| Ngày 1 tháng 2 năm 2021   | Miko Kichi      | "Radio Noise (feat. Ado)"        |         |
| Ngày 6 tháng 3 năm 2021   | Hosomichi Okuno | "Fool Fool Fool (feat. Ado)"     |         |
| Ngày 17 tháng 9 năm 2021  | jon-YAKITORY    | "AntiSystem's (feat. Ado)"       |         |
| Ngày 29 tháng 12 ăm 2021  | KurousaP        | Senbonzakura (cover)             |         |

## Danh sách hợp tác
| Năm  | Bài hát                    | Hợp tác                                                                                                |
| ---- | -------------------------- | --- |
| 2021 | Readymade                  | Ca khúc kết thúc chương trình tin tức AbemaPrime (Abema TV) tháng 2/2021                               |
| 2021 | Odo                        | Ca khúc chủ đề NHK Tổng hợp "NHK MUSIC presents yakou ongaku VocaloidP 5min."                          |
| 2021 | Yoru no Pierrot            | Ca khúc mở đầu bộ phim truyền hình đài MBS "Hatsu Jouji Made Ato 1-Jikan"                              |
| 2021 | Aitakute                   | Nhạc phim Movie Live-action "Kaguya-sama: Love is War〜Final"                                          |
| 2021 | Rasen                      | Bài hát chủ đề game "LOST JUDGMENT: Unjudged Memories" của phần mềm trò chơi SEGA                      |
| 2021 | Ashura-chan                | Bài hát chủ đề bộ phim truyền hình thứ năm trên TV Asahi "Doctor X 〜Gekai・Daimon Michiko" (season 7) |
| 2022 | Kokoro To Iu Na No Fukakai | Bài hát chủ đề bộ phim truyền hình tháng 10 "Dr.White" của Kansai TV- Fuji TV                          |
| 2022 | Motherland                 | Ca khúc chủ đề thể thao mùa đông "TBS Sports 2022"                                                     |
| 2022 | Shin Jidai                 | OP Movie anime "ONE PIECE FILM RED"/ OP Fuji TV anime "ONE PIECE"                                      |
| 2022 | Watashi wa Saikyo          | OST Movie Anime "ONE PIECE FILM RED"                                                                   |
| 2022 | Gyakko                     | OST Movie Anime "ONE PIECE FILM RED"                                                                   |
| 2022 | Fleeting Lullaby           | OST Movie Anime "ONE PIECE FILM RED"                                                                   |
| 2022 | Tot Musica                 | OST Movie Anime "ONE PIECE FILM RED"                                                                   |
| 2022 | Sekai no Tsudzuki          | OST Movie Anime "ONE PIECE FILM RED"                                                                   |
| 2022 | Kaze no Yukue              | ED Movie anime "ONE PIECE FILM RED"/ OP Fuji TV anime "ONE PIECE"                                      |
| 2022 | Yukue Shirezu              | OST Movie Live-action "Karada Sagashi"                                                                 |